# 明珠台 (干德道屋苑)

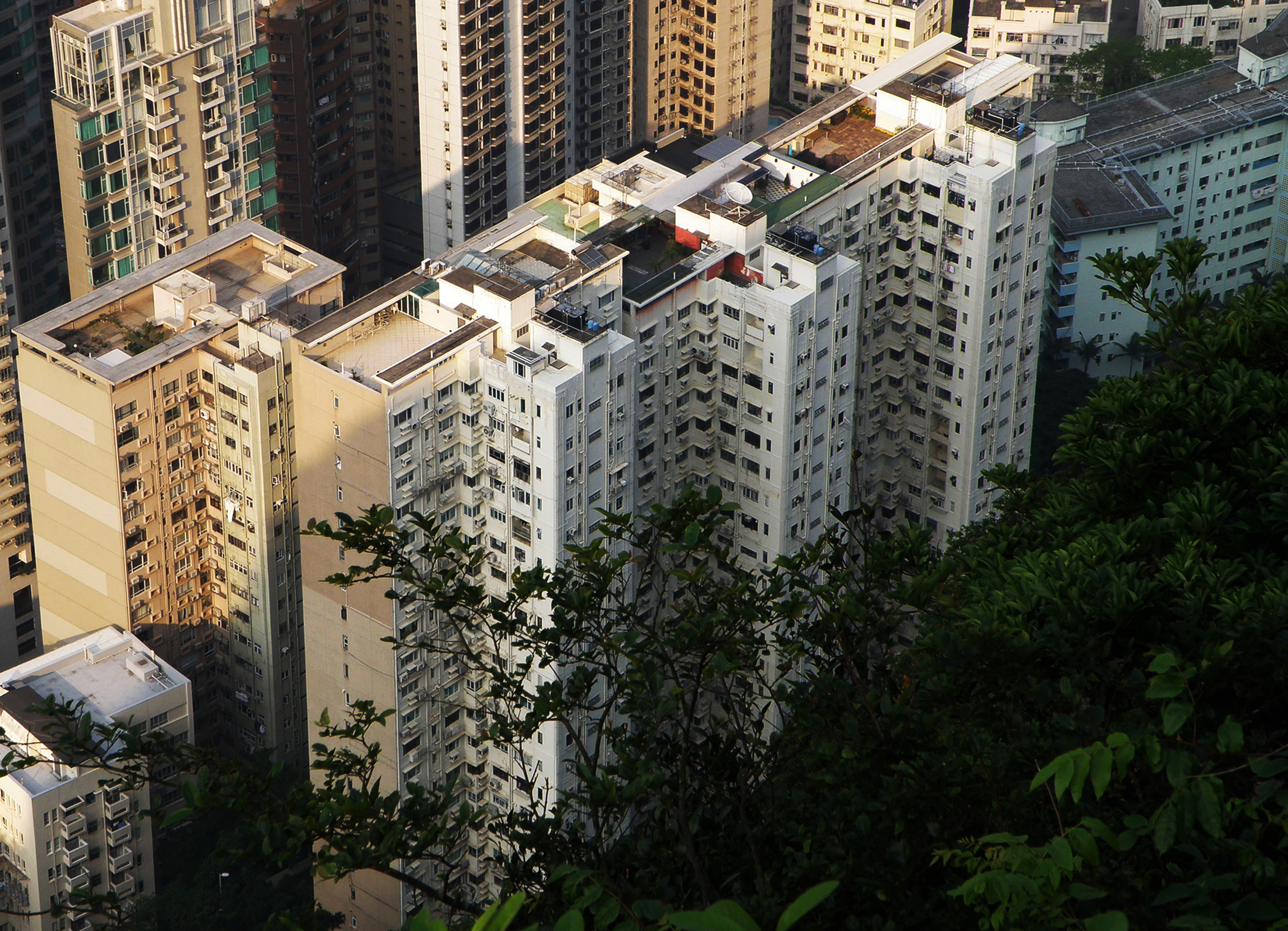
背面

明珠台（英語：Pearl Gardens）是新世界發展發展的一個住宅項目，位於香港香港島西半山干德道7號。

## 屋苑資料
- 入伙日期：1974年6月
- 單位數目：120
- 大廈座數：6
- 建築面積：2200方呎
- 實用面積：1918方呎
- 實用率：87%